# Putrefacție
Putrefacția  constă în descompunerea proteinelor animale, în special prin intermediul microorganismelor anaerobe, numite bacterii de putrefacție. Este un proces complex în urma căruia rezultă amine, substanțe cu un miros neplăcut.
În alchimie, putrefacția se identifică cu fermentația. Materia primă se descompunea, în concepția alchimiștilor, în prezența unei mostre din substanța ce trebuia să fie obținută.

## Descompunerea unui cadavru uman
- 2-3 zile: Descompunerea începe cu abdomenul. Corpul începe să se umfle datorită gazelor formate de bacteriile de putrefacție.
- 3-4 zile: Degradarea continuă, vasele de sânge încep să se decoloreze.
- 5-6 zile: Abdomenul se umflă și mai mult, apar vezici pe piele.
- 2 săptămâni: Abdomenul devine foarte tare și umflat.
- 3 săptămâni: Țesuturile devin moi, organele și cavitățile plesnesc, unghiile cad.
- 4 săptămâni: Țesuturile moi încep să aibă consistență lichidă. Fața devine de nerecunoscut.

Acestea sunt date estimative. Viteza de descompunere este determinată de factori ca: starea vremii, modul și locul de expunere.